# Mechtersen
Mechtersen (dolnoniem. Mechtsen) – miejscowość i gmina położona w niemieckim kraju związkowym Dolna Saksonia, w powiecie Lüneburg. Należy do gminy zbiorowej (niem. Samtgemeinde) Bardowick.

## Położenie geograficzne
Mechtersen leży ok. 8 km na zachód od Lüneburga i 12 km na południowy wschód od Winsen (Luhe).
Od wschodu sąsiaduje z gminą Vögelsen, od południa z gminą Reppenstedt z gminy zbiorowej Gellersen, od zachodu z gminą  Vierhöfen z gminy zbiorowej Salzhausen z powiatu Harburg i od północy z gminą Radbruch. Teren gminy leży na północno-wschodnich krańcach Pustaci Lüneburskiej. W północnej części gminy znajdują się mokradła z dużą liczbą kanałów melioracyjnych.

## Historia
Najstarsza wzmianka dotycząca Mechtersen pochodzi z 21 maja 1158.
W dokumencie tym biskup z Verden Hermann decyduje o poborze dziesięciny od chłopów z Mechtersen. Jednakże wtedy nazwa miejscowości musiała brzmieć inaczej. Prawdopodobne nazwy, a na pewno w historii stosowane, to Mechtrikeshusen, Mechtriksen i Mechtenhusen.

## Komunikacja
Mechtersen znajduje się na uboczu głównych tras komunikacyjnych. Dopiero w odległości ok. 6 km można osiągnąć autostradę A39 (dawna A250) na węźle Lüneburg-Nord.